# 侵华日军关东军司令部旧址
38°48′33″N 121°13′44″E / 38.80915°N 121.22896°E
侵华日军关东军司令部旧址位于中国辽宁省大连市旅顺口区光荣街道新华社区新华大街18号，2003年被列为大连市文物保护单位，2013年被列为第七批全国重点文物保护单位。
旧址为二层欧式建筑，坐北朝南，建筑面积2602平方米。1903年由沙俄兴建，原为沙俄关东州陆军炮兵部的办公场所。日军占领旅顺后，1905年10月18日在此成立关东总督府。1906年9月1日改关东总督府为关东都督府，设陆军部和民政部，该楼为陆军部办公场所。1919年4月12日，日本成立关东军司令部，仍以该楼为办公地点。1931年关东军在此策划了九一八事变。同年9月19日，关东军司令部由旅顺迁到沈阳，1932年10月30日再迁至新京，该楼改作关东军下属的陆军医院。1945年旅顺被苏军接管，该建筑也由苏军使用。1955年后由中国人民解放军接管使用。2004年辟为关东军司令部旧址博物馆。